# طواف النرويج 2012
طواف النرويج 2012 (بالإنجليزية: 2012 Tour of Norway)‏ هو سباق دراجات هوائية، وهو الموسم رقم 2 من نفس السباق، وأقيم خلال الفترة 16 مايو 2012، وحتى 20 مايو 2012، وهو أحد سباقات طواف أوروبا للدراجات 2012، وهو من نوع سباق المرحلة.
فاز فيه بالمركز الأول إيدفالد بواسون هاغن، وبالمركز الثاني سيمون كلارك، وبالمركز الثالث لارس بيتر نوردهاوق، والفريق الفائز في ترتيب الفرق Sky 2012.

## الفرق
| فرق برو (6)- Garmin-Barracuda - Orica-GreenEDGE - Lampre-ISD - Lotto-Belisol - Saxo Bank - Sky فرق قارية محترفة (5)- Accent Jobs-Willems Veranda's - كاجا رورال 2012 ‏ - غازبروم روسفيلو ‏ - سبورت فلاندرين بالويس 2012 ‏ - تيم نوفو نورديسك ‏ فرق قارية (8)- Christina Watches–Dana ‏ - Endura Racing ‏ - Joker Fuel of Norway ‏ - Team Sparebanken Sør ‏ - Ringeriks-Kraft Look ‏ - Cykelcity.se ‏ - ديلكو ‏ - تيم كووب ‏ |  |
| |  |

## المراحل
| المرحلة   | التاريخ | الدورة              | type         | المسافة (كم) | الفائز بالمرحلة     | القائد العام        |
| --------- | ------- | ------------------- | ------------ | ------------ | ------------------- | ------------------- |
| المرحلة 1 | 16 مايو | ساندفيورد – تونسبرغ | مرحلة مستوية | 185٫7        | Jonas Ahlstrand ‏    | Jonas Ahlstrand ‏    |
| المرحلة 2 | 17 مايو | أوسلو – درامن       | مرحلة مستوية | 163٫3        | ريمون كريدر         | أليساندرو بيتاتشي   |
| المرحلة 3 | 18 مايو | ليلستروم – إلفروم   | مرحلة مستوية | 180٫7        | Aidis Kruopis ‏      | Jonas Ahlstrand ‏    |
| المرحلة 4 | 19 مايو | هامار – ليلهامر     | مرحلة التلال | 195          | إيدفالد بواسون هاغن | إيدفالد بواسون هاغن |
| المرحلة 5 | 20 مايو | يوفيك – هونفوس      | مرحلة التلال | 171٫8        | راسيل داونينغ       | إيدفالد بواسون هاغن |

## الفائزون
| الترتيب    | الفائز              |
| ---------- | ------------------- |
| الفائز     | إيدفالد بواسون هاغن |
| الثاني     | سيمون كلارك         |
| الثالث     | لارس بيتر نوردهاوق  |
| حسب النقاط | إيدفالد بواسون هاغن |
| تسلق الجبل | اندريه كاردوسو      |
| أفضل شاب   | إيدفالد بواسون هاغن |
| الفريق     | سكاي                |

## وصلات خارجية
- طواف النرويج 2012 على موقع إحصائيات الدراجات الإحترافية (الإنجليزية)